# 中国钓鱼运动协会
中国钓鱼运动协会是中华人民共和国钓鱼运动从业者和爱好者等组成的全国性体育组织，由中华全国体育总会领导，成立于2012年，会址位于北京市。